# Appendicula concava
Appendicula concava är en orkidéart som beskrevs av Rudolf Schlechter. Appendicula concava ingår i släktet Appendicula och familjen orkidéer. Inga underarter finns listade i Catalogue of Life.